# Đông Xương Phủ
Đông Xương Phủ (tiếng Trung: 东昌府区; bính âm: Dōngchāngfǔ qū là một khu (quận) của thành phố Liêu Thành, tỉnh Sơn Đông, Trung Quốc.

### Nhai đạo
| - Cổ Lâu (古楼街道) - Liễu Viên (柳园街道) - Tân Khu (新区街道) - Hồ Tây (湖西街道) | - Đạo Khẩu (道口铺街道) - Diêm Tự (阎寺街道) - Phượng Hoàng (凤凰街道) | - Bắc Thành (北城街道) - Đông Thành (东城街道) - Tương Quan Đồn (蒋官屯街道) |

### Trấn
| - Hầu Doanh (侯营镇) - Sa Trấn (沙镇镇) - Đường Ấp (堂邑镇) - Lương Thủy (梁水镇) | - Đấu Hổ Đồn (斗虎屯镇) - Trịnh Gia (郑家镇) - Trương Lô Tập (张炉集镇) - Vu Tập (于集镇) |

### Hương
- Hứa Doanh (许营乡)
- Chu Lão Trang (朱老庄乡)